# Kasteel van Chantemille
Het Kasteel van Chantemille (Frans: Château de Chantemille) is een kasteel in de Franse gemeente Ahun. Het kasteel is een beschermd historisch monument sinds 2000.

## Geschiedenis
Het huidige kasteel werd vanaf 1470 gebouwd op een versterkte plek uit de 10de eeuw. Aan het einde van de 10de eeuw behoorde het toe aan de ridders van Chantemille en ging het door huwelijk over in verschillende ridderfamilies, waaronder de La Chapelle Taillefer, de les Fort des Ternes, Pierrebuffière en ook een neef van Paus Gregorius XI, Guillaume de Besse. Deze locatie maakte het mogelijk om de doorgang van de Creuse te controleren. Het huidige gebouw werd gebouwd door Louis du Puy, seneschalk van La Marche, en bleef 5 generaties in deze familie voordat het door huwelijk overging naar Louis Chasteigner de La Rocheposay, gouverneur van La Marche. Het werd voor het eerst verkocht in 1609 aan de familie Mérigot van Sainte Feyre, die het tot ongeveer 1845 in bezit had.